# Chung Hyun Kyung
Chung Hyun Kyung (* 1956 in Kwangju) ist eine südkoreanische Theologin. Sie ist Mitglied der Presbyterian Church of Korea und ordinierte Dharma-Lehrerin an der Kwan-Um-Zen-Schule. Sie beschreibt sich selbst als „Salimistin“ (koreanische Öko-Feministin), abgeleitet vom koreanischen Wort salim, „etwas lebendig werden lassen.“
Chung ist Associate Professor für Ökumenische Studien am Union Theological Seminary in New York.

## Jugend und Studium
Chung Hyun Kyungs Vater war Konfuzianist, die Mutter Christin. Sie hatten eine geachtete gesellschaftliche Stellung, die Mutter fand durch ehrenamtliche Betätigung in der Kirche Freiräume von der streng reglementierten Rolle der konfuzianischen Ehefrau.
Nach dem Bankrott des Vaters lebte die Familie in ärmlichen Verhältnissen. Hyun Kyung war damals elf Jahre alt. Sie widmete sich fortan ganz dem Lernen, um sozial aufzusteigen. So schaffte sie die Aufnahme in die angesehenste Schule Koreas. Auf dem College kam sie erstmals mit der Studentenbewegung in Kontakt. Während sie im Studium die Klassiker der europäischen protestantischen Theologie las, nahm sie an Studiengruppen teil, die die soziale Realität in Südkorea und die Folgen des Kolonialismus analysierten.
Chung schloss ihr Studium an der Ewha Womans University in Seoul 1981 mit dem Master-Grad ab. Nach weiterem Studium an der School of Theology in Claremont und dem Women’s Theological Center in Boston promovierte sie 1989 am Union Theological Seminary (Struggle to be the Sun Again: Emerging Asian Women’s Liberation Theology).
1987 hatte Chung Hyun Kyung ihre leibliche Mutter (ci-baji, Leihmutter) kennengelernt, eine einfache Frau vom Lande. Der Vater hatte sie ausgewählt, nachdem klar war, dass seine Ehefrau keine Kinder bekommen konnte. Ein Jahr nach der Geburt übergab sie vereinbarungsgemäß ihre Tochter dem Ehepaar Chung und geriet dadurch in eine psychische Krise. Konfrontiert mit dieser Lebensgeschichte, begann Chung, eine asiatische Frauentheologie zu entwickeln. Beide Mütter hatten Christentum und Buddhismus auf je andere Weise kombiniert, um die lebensförderlichen Elemente für sich zu nutzen – so deutete jedenfalls die Tochter diese beiden Biographien.

## ÖRK-Vollversammlung Canberra 1991

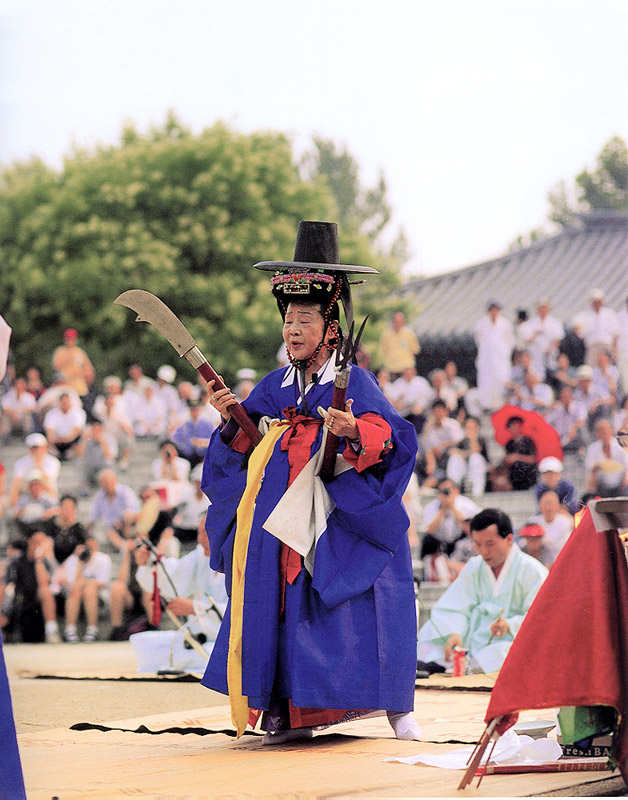
Mudang bei einem kut-Ritual. Chung Hyun Kyung interpretiert Jesus Christus als Heiler analog zu dem bzw. der mudang im koreanischen Schamanismus

1991 wurde Chung Hyun Kyung weltweit bekannt durch ihr Referat auf der Vollversammlung des Ökumenischen Rates der Kirchen in Canberra. Diese stand unter dem Thema „Komm, Heiliger Geist, und erneuere die ganze Schöpfung“. Vor Chungs Referat stand eine Rede von Patriarch Parthenios III. von Alexandria auf dem Programm; da der Patriarch aber wegen des Zweiten Golfkriegs verhindert war, las Protopresbyter Georgios Tsetsis (Ökumenisches Patriarchat von Konstantinopel) die Rede vor, im Stil einer dogmatischen Abhandlung. Der Kontrast zu dem, was folgte, hätte nicht größer sein können.
Anstatt vor den 3500 Delegierten und internationalen Beobachtern eine Rede zu halten, erschien Chung Hyun Kyung zum Klang von Trommeln und Gongs weiß gekleidet mit einer Gruppe von ebenfalls weiß gekleideten koreanischen Tänzern und zwei Aborigines mit Körperbemalung. Sie forderte die Anwesenden auf, ihre Schuhe auszuziehen, um sich auf die Begegnung mit Gottes Geist vorzubereiten. Dann las sie von einer Rolle Reispapier die Namen von unterdrückten Frauen und Männern der Vergangenheit ab und lud diese verstorbenen Personen ein, zu kommen. Außer Menschen wurden auch der Geist des Amazonas-Regenwalds und der Geist von „Erde, Luft und Wasser, vergewaltigt, gequält und ausgebeutet von der menschlichen Gier“ in dieser Weise eingeladen. Dies entsprach dem Ablauf einer schamanistischen koreanischen Invokationszeremonie. Die Geister, die herbeigerufen wurden, seien laut Chung von han (Bitterkeit) erfüllt. In dem Begriff han klingt die Erfahrung der koreanischen Geschichte, das Leiden unter einer Fremdherrschaft, ebenso an wie das Leiden koreanischer Frauen an ihrer vom Konfuzianismus auferlegten Unterordnung.
Im weiteren Verlauf verband Chung biblische Motive mit den koreanischen Konzepten der wandernden Ahnengeister und der Lebensenergie ki. Sie interpretierte den Heiligen Geist mit der buddhistischen Gottheit Kwan Yin, die ihren Eingang in das Nirwana verzögert, um Menschen zu helfen. Sie wird in Korea als Göttin des Mitleids und der Liebe verehrt.
Ein Beobachter schrieb: „Es gab leidenschaftlichen Applaus, aber auch leidenschaftliches Schweigen.“
Besonders für Delegierte aus den östlich-orthodoxen Kirchen war der Beitrag von Chung Hyun Kyung verstörend. Sie gaben eine offizielle Erklärung ab, dass ihre Tradition stets Respekt für lokale und nationale Kulturen gezeigt habe, mit dieser Invokationszeremonie aber die Grenze zum Synkretismus überschritten sei. Wenn der Ökumenische Rat der Kirchen seine Aufgabe, die Einheit der Christenheit zu fördern, nicht mehr wahrnehme, müssten die orthodoxen Mitglieder ihre weitere Teilnahme in dieser Organisation überprüfen. Am 16. Februar fand eine öffentliche Anhörung zu Chungs Referat statt. „Einerseits wurde ihr Referat von den meisten feministischen und Dritten-Welt-Delegierten ernst genommen, andererseits war das Referat den orthodoxen und westlichen Delegierten unbehaglich.“
Die Diskussion darüber, ob es legitim sei, koreanischen Schamanismus und Buddhismus mit dem Christentum zu verschmelzen, hatte allerdings das Defizit, dass Chungs Beitrag kein Ritual war, das von irgendeiner christlichen Gruppe in Korea oder anderswo vollzogen wurde: es war „ein ad hoc zusammengestellter Tagungs-Event“.

## Weitere theologische Entwicklung
Chung Hyun Kyung blieb der in Canberra eingeschlagenen Richtung treu und war jahrelang weltweit als Referentin tätig.
An der vom koreanischen Meister Seung Sahn gegründeten Kwan Um Zen-Schule in Rhode Island praktizierte sie über fünfzehn Jahre Zen-Meditation. Mit seiner Empfehlung verbrachte sie in ihrem Sabbatical 1999/2000 mit buddhistischen Mönchen und Nonnen eine Winter-Retraite im Shin-Won Tempel in Korea. Von dort aus brach sie in den Himalaya auf und besuchte tibetische Tempel und Bauerndörfer. Im Jahr 2008 empfing sie durch Seung Sahn die Ordination als Dharma-Lehrerin.

## Veröffentlichungen
- Following Naked Dancing and Long Dreaming. In: Letty M. Russell et al. (Hrsg.): Inheriting Our Mothers' Gardens: Feminist Theology in Third World Perspective. Louisville 1988. S. 54–74. ISBN 978-0-664-25019-5.
- Struggling to be the Sun Again: Introducing Asian Women’s Theology. SCM Press London 1991. ISBN 978-0-88344-684-3.
- Come, Holy Spirit – Break Down the Walls with Wisdom and Compassion. In: Ursula King (Hrsg.): Feminist Theology from the Third World: A Reader. Orbis Books, Eugene 1994. ISBN 978-1-4982-1997-6. S. 392–394.
- (gemeinsam mit Alice Walker:) Hyun Kyung and Alice’s Fabulous Love Affair with God. Seoul 2004
- Schamanin im Bauch, Christin im Kopf. Frauen Asiens im Aufbruch. Stuttgart 1992. ISBN 978-3-7831-1204-7.